# Trachylejeunea riparia
Trachylejeunea riparia là một loài Rêu trong họ Lejeuneaceae. Loài này được (Stephani) Reiner, Maria Elena mô tả khoa học đầu tiên năm 2000.